# Nieuwe Mattheüskerk
De Nieuwe Mattheüskerk is een rooms-katholieke kerk in de Nederlandse plaats Eibergen. De kerk is in 1935 gebouwd naar ontwerp van Johannes Sluijmer. Sluijmer ontwierp een pseudobasiliek naar de ideeën van de Delftse School. De drie schepen zijn onder een zadeldak geplaatst, waarbij de aansluitende narthex een niveau lager is geplaatst. Zowel het schip als de narthex is voorzien van een tuitgevel. De ingang bevindt zich onder een rondboog. Aan de andere zijde van het schip volgt het dwarsschip met daarbij in het midden de kerktoren voorzien van een tentdak. Alle daken zijn voorzien van oranje dakpannen. 
De zijgevels zijn voorzien van spitsboogvensters, waartussen steunberen zichtbaar zijn. In de vensters zijn glas in loodramen geplaatst waarin delen van de bijbel worden verteld.
De kerk is aangewezen als rijksmonument.